# 302 Клариса
302 Клариса (лат. 302 Clarissa) је астероид главног астероидног појаса са пречником од приближно 38,53 km.
Афел астероида је на удаљености од 2,673 астрономских јединица (АЈ) од Сунца, а перихел на 2,139 АЈ.
Ексцентрицитет орбите износи 0,111, инклинација (нагиб) орбите у односу на раван еклиптике 3,413 степени, а орбитални период износи 1363,657 дана (3,733 године).
Апсолутна магнитуда астероида је 10,89 а геометријски албедо 0,052.
Астероид је откривен 14. новембра 1890. године.